# 近露王子

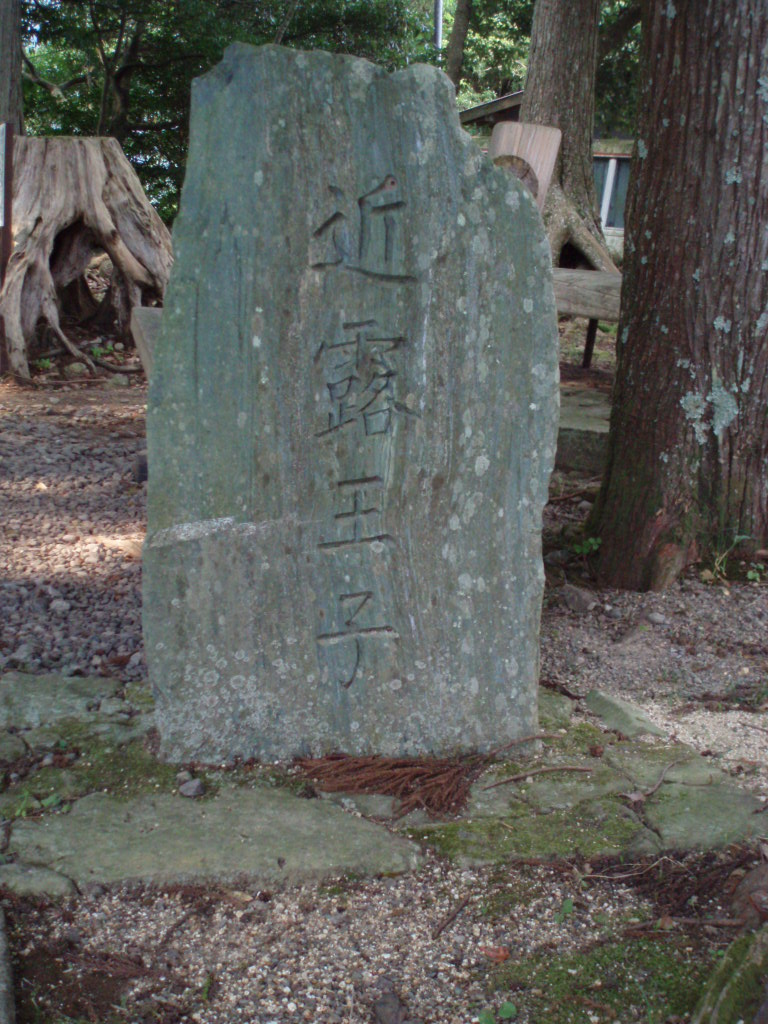
近露王子の緑泥片岩碑。

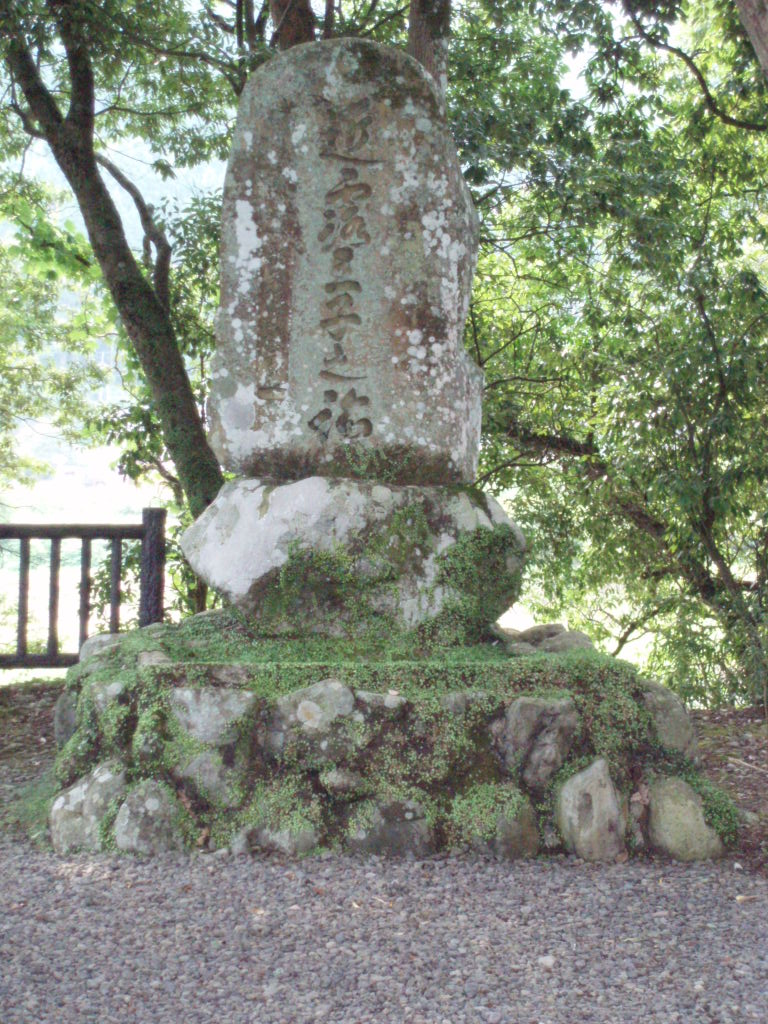
王子碑。現存する数少ない出口王仁三郎の書

近露王子（ちかつゆおうじ）は和歌山県田辺市中辺路町の神社旧址。九十九王子のひとつ。国の史跡「熊野参詣道」（2000年〈平成12年〉11月2日指定）の一部である。

## 概要
大阪本王子から箸折峠を越えて山を下り、日置川に架かる北野橋のすぐ左手にある。この王子は、九十九王子の中でも最も早い時期から現れたもののひとつであり、永保元年（1081年）の藤原為房の参詣記に「近湯」の地名が初見され、天仁2年（1109年）の藤原宗忠の参詣記には10月14日の条で、川で禊ぎをした後、「近津湯王子」に奉幣したとの記述がある。「ちかつゆ」という地名は、花山天皇の熊野詣のとき、現在の箸折峠で食事をしようとして箸がなかったので、萱の茎を折って箸にし（箸折）、そこからしたたり落ちる赤い汁を見て「これは血か露か」と言ったことに由来すると伝えられる。
現在の「近露」の表記の初出は、承安4年（1174年）の藤原経房の参詣記で、建仁元年（1201年）の藤原定家の参詣記『熊野道之間愚記』にも同様の表記で言及があり、近露についで歌会が開かれたとある。同様に、承元4年（1210年）の藤原頼資による修明門院参詣記の4月29日の条でも、宿所に着いてから禊を行い、翌日に王子に参拝している。
このように、近露では宿泊・潔斎をする例が多く見られる。仁和寺蔵の『熊野縁起』にも、「近露の水は現世の不浄を祓う」とあり、参詣に備えて身を清浄にする霊場となっていたことが分かる。近露は田辺と本宮のほぼ中間に位置する中辺路の要所・宿場として早くから発達し、近世になってからも宿駅として栄えた。特に、北野橋を渡って王子の前あたりから200mほどの区域は道中（どうちゅう）と呼ばれ、多くの旅籠が軒を連ねた。
『紀伊続風土記』には若一王子権現社と呼ばれ、木製の御神体が安置されていると伝えられている。明治期には王子神社と呼ばれ、末年には金毘羅神社（現・近野神社）に合祀廃絶された。この際、周囲の森も伐りはらわれ、現在では、数本の巨木の株に、わずかに面影がとどめられている。

### 王子碑
現在の境内には1934年（昭和9年）1月に建立された王子碑がある。これは前年の3月20日にこの地を訪れた出口王仁三郎が、当時の村長・横矢球男の依頼に応じて筆をとったものを彫りつけて建立したものである。しかし、1935年（昭和10年）の大本教弾圧に際して、取り壊しの危機にさらされた。横矢は王仁の書を警察に提出する一方で、碑面の出口の署名を削りとって横矢のものに改彫し、この碑は模写に過ぎないとの主張を認めさせて難を逃れたものである。そうした経緯から、大本教弾圧を逃れて残された出口の筆跡として貴重なものである。

### 近露宿所
定家の参詣記などいくつかの中世参詣記には、近露にあった宿所についての記述がある。定家によれば「此の宿所、御所に近く田を隔つ」とあり、歌会の後で、輿に乗って退出し、川を渡って王子に参拝したとある。鳥羽院の長承3年（1134年）の御幸記にもこの宿所が登場し、季節外れの雷雨で雨漏りがしたせいで衣装が濡れたと述べられている。
これらの記述から、この宿所が、日置川左岸にある王子とは反対側、右岸にあったことが明らかであるが、1889年（明治22年）に南紀一帯を襲った台風水害で地形が大きく変化しており、精確な跡地の確定は難しい。王子の対岸にある薬師堂の側に古くから御所田（ごしょだ）と呼び習わされている場所があり、そこが跡地であるとわずかに推定できるのみである。

## 所在地
- 和歌山県田辺市中辺路町近露字北野906

## 注
1. ↑  “田辺市の指定文化財　－記念物－”.   田辺市教育委員会. 2009年3月20日閲覧。
2. ↑  以上、市教育委員会設置の現地案内板による。